# Huevos de vigilia
Los huevos de vigilia es un plato fundamentado en huevos duros que tras haber sido cocidos se les quita la cáscara y se les rellena con una mezcla de ingredientes como yema del propio huevo, miga de pan y anchoas, entre otros. Este plato suele prepararse en Semana Santa en la cocina española, los ingredientes empleados eran elegidos de tal forma que permitiesen mantener el ayuno impuesto por la religión Cristiana para esos días. Es muy posible que el origen de este plato sea conventual. 

## Características
Durante los días de vigilia Pascual es habitual mantener ayuno de carnes, estando permitida la alimentación de huevos y pescado. Es por esta razón por la que aparece en la culinaria recetas con variaciones de ingredientes que contienen estos elementos proteínicos, como son los huevos de víspera. Las recetas del relleno son muy variadas pero siempre mantienen las reglas del ayuno: es decir evitan la carne. Suelen ser servidos solos o acompañados de otros platos de pescado.